# Evoluție
Evoluția este fenomenul prin care o populație de organisme vii își transformă treptat caracterele fizice și comportamentul, pierzând anumite caractere sau obiceiuri sau căpătând caractere și obiceiuri noi, ceea ce modifică specia, și uneori creează, dintr-o populație unică, două populații diferite (noi varietăți sau specii: acest fenomen este denumit speciație, iar fenomenul invers, hibridarea naturală, contopește varietăți diferite într-o populație unică). Presupune schimbarea caracteristicilor ereditare ale populațiilor biologice de-a lungul generațiilor succesive.   Aceste caracteristici sunt expresiile genelor care sunt transmise de la părinte la urmași în timpul reproducerii. Caracteristici diferite tind să existe în cadrul oricărei populații ca urmare a mutației, recombinării genetice și a altor surse de variație genetică.    Evoluția are loc atunci când procesele evolutive, cum ar fi selecția naturală (inclusiv selecția sexuală) și deriva genetică acționează asupra acestei variații, ceea ce duce la anumite caracteristici  mai comune sau mai rare în cadrul unei populații.  Acest proces de evoluție a dat naștere biodiversității la toate nivelurile de organizare biologică, inclusiv la  nivelurile speciilor, organismelor individuale și moleculelor. 
Teoria științifică a evoluției prin selecție naturală a fost propusă de Charles Darwin și Alfred Russel Wallace la mijlocul secolului al XIX-lea și a fost expusă în detaliu în cartea lui Darwin despre originea speciilor (1859).  Evoluția prin selecție naturală a fost demonstrată pentru prima dată prin observația că sunt deseori produși mai mulți urmași decât pot supraviețui. Aceasta este urmată de trei fapte observabile despre organismele vii: 1) trăsăturile variază între indivizi în ceea ce privește morfologia, fiziologia și comportamentul lor (variație fenotipică), 2) trăsături diferite conferă rate diferite de supraviețuire și reproducere (capacitate diferențială) și 3) trăsăturile pot  fi transmise din generație în generație (ereditatea aptitudinii).     Astfel, în generațiile succesive, membrii unei populații sunt mai susceptibili să fie înlocuiți de progenituri ale părinților cu caracteristici favorabile care le-au permis să supraviețuiască și să se reproducă în mediile respective. La începutul secolului XX, alte idei concurente de evoluție, cum ar fi mutaționismul și ortogeneza, au fost respinse, deoarece sinteza modernă a reconciliat evoluția darwinistă cu genetica clasică, care a stabilit evoluția adaptativă ca fiind cauzată de selecția naturală care acționează asupra variației genetice mendeliene. 
Toată viața de pe Pământ are un ultim strămoș comun universal  care a trăit în urmă cu aproximativ 3,5-3,8 miliarde de ani. Înregistrarea fosilelor include o evoluție de la grafitul biogenic timpuriu,   la fosile cu mată microbiană,  către organisme multicelulare fosilizate. Modelele existente de biodiversitate s-au conturat prin formațiuni repetate de specii noi (speciație), schimbări în cadrul speciilor (anageneză) și dispariția speciilor (extincția) de-a lungul istoriei evolutive a vieții pe Pământ.   Trăsăturile morfologice și biochimice sunt mai asemănătoare printre speciile care au un strămoș comun mai recent și pot fi folosite pentru a reconstrui arborii filogenetici.  
Biologii evolutionisti au continuat să studieze diverse aspecte ale evoluției, formând și testând ipoteze,  construind teorii bazate pe dovezi din teren sau laborator și pe date generate de metodele biologiei matematice și teoretice. Descoperirile lor au influențat nu numai dezvoltarea biologiei, ci și numeroase alte domenii științifice și industriale, inclusiv agricultura, medicina și informatica.  

## Introducere
În biologie, evoluția reprezintă modificarea caracterelor moștenite ale populațiilor de organisme de la o generație la alta.
Aceste schimbări sunt determinate de combinarea a trei procese principale: variație, reproducere și selecție. 
Genele care trec de la un organism la urmașii acestuia produc trăsături ereditare, care constituie baza evoluției.
Aceste trăsături variază în cadrul populațiilor, ale căror indivizi prezintă variații genetice.
Urmașii pot avea trăsături noi sau modificate și aceasta fie datorită mutațiilor genetice sau prin transferul de gene între populații și între specii.
Astfel, la speciile care se reproduc sexuat, prin recombinare genetică se produc noi combinații de gene.
Evoluția se produce când aceste diferențe ereditare devin tot mai comune sau tot mai rare într-o populație.
Două mecanisme majore dirijează evoluția:
Primul este selecția naturală, procesul care face ca acele caractere ereditare, care sunt mai eficace pentru supraviețuire și reproducere, să devină mai răspândite în cadrul unei populații.
Aceasta se datorează faptului că indivizii cu caractere mai avantajoase se reproduc mai ușor, astfel că tot mai mulți indivizi din generațiile următoare vor moșteni aceste trăsături.
După mai multe generații, în urma acestor schimbări succesive, mici și aparent întâmplătoare și o selecție naturală a variantelor care răspund cel mai bine solicitărilor mediului, se realizează adaptarea.
Al doilea mecanism major al evoluției îl constituie driftul genetic, un proces independent care produce schimbări aleatorii ale trăsăturilor la o populație mică.
Pentru ca aceste trăsături să se transmită la urmași, care la rândul lor să se reproducă, probabilitatea joaca un rol important. 
Deși diferențele produse prin mutație genetică și selecție naturală sunt relativ mici de la o generație la alta, în timp acestea se pot acumula, producând adevărate schimbări la nivelul organismelor, astfel încât se poate ajunge la noi specii (speciație).
Mai mult, similaritățile dintre organisme sugerează faptul că toate speciile cunoscute provin dintr-un strămoș comun printr-un proces de divergență graduală.
Biologia evoluționistă studiază domeniul legat de evoluția lumii vii, dezvoltă și testează teorii care să-i explice mecanismul.
Studiind fosilele și biodiversitatea formelor de viață existente, oamenii de știință și-au dat seama, mai ales pe la jumătatea secolului al XIX-lea, că speciile se modifică în timp. 
Totuși, mecanismul care dirijează aceste schimbări a rămas necunoscut până în 1859, când Charles Darwin publică Originea speciilor, explicând această teorie prin intermediul conceptului de selecție naturală. 
Deși a provocat controverse aprinse, teoria lui Darwin a fost acceptată de majoritatea lumii științifice. Prin anii 1930' are loc combinarea dintre teoria selecției naturale a lui Darwin cu legile lui Mendel privind ereditatea și se obține teoria sintetică a evoluției, în cadrul căreia se realizează legătura dintre unitățile evolutive (gene) și mecanismul evoluției (selecția naturală). Fiind mai vizionară și mai explicită, aceasta nouă teorie se confruntă cu succes cu noile probleme ridicate de biologia modernă, furnizând o explicație unificatoare a existenței diversității vieții pe Pământ.

## Istoricul teoriei evoluției

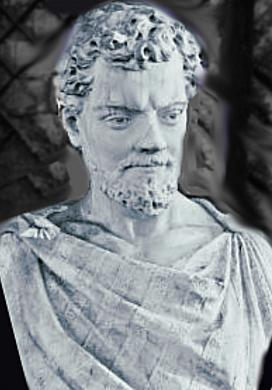
Titus Lucretius Carus

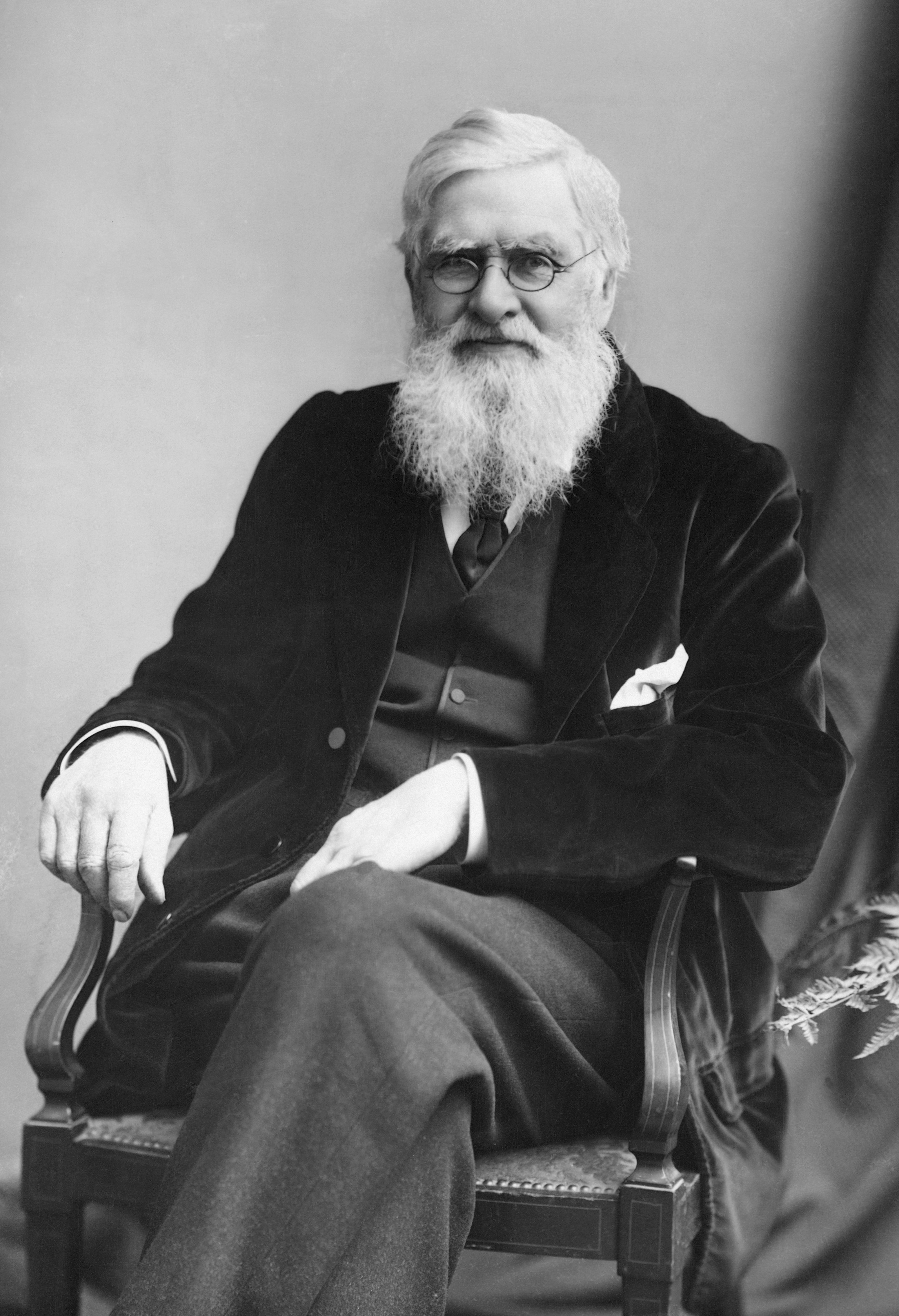
Alfred Russel Wallace

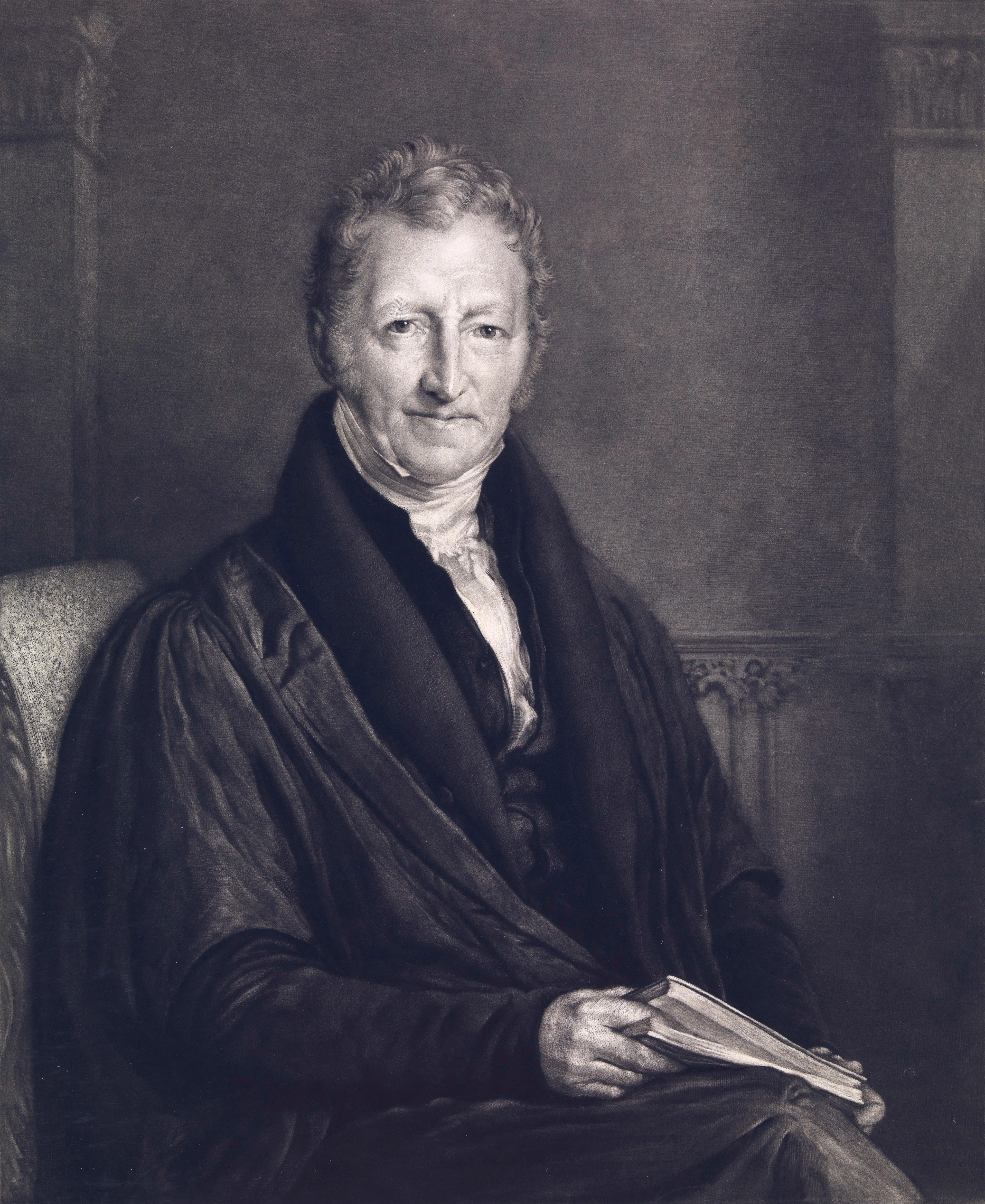
Thomas Robert Malthus

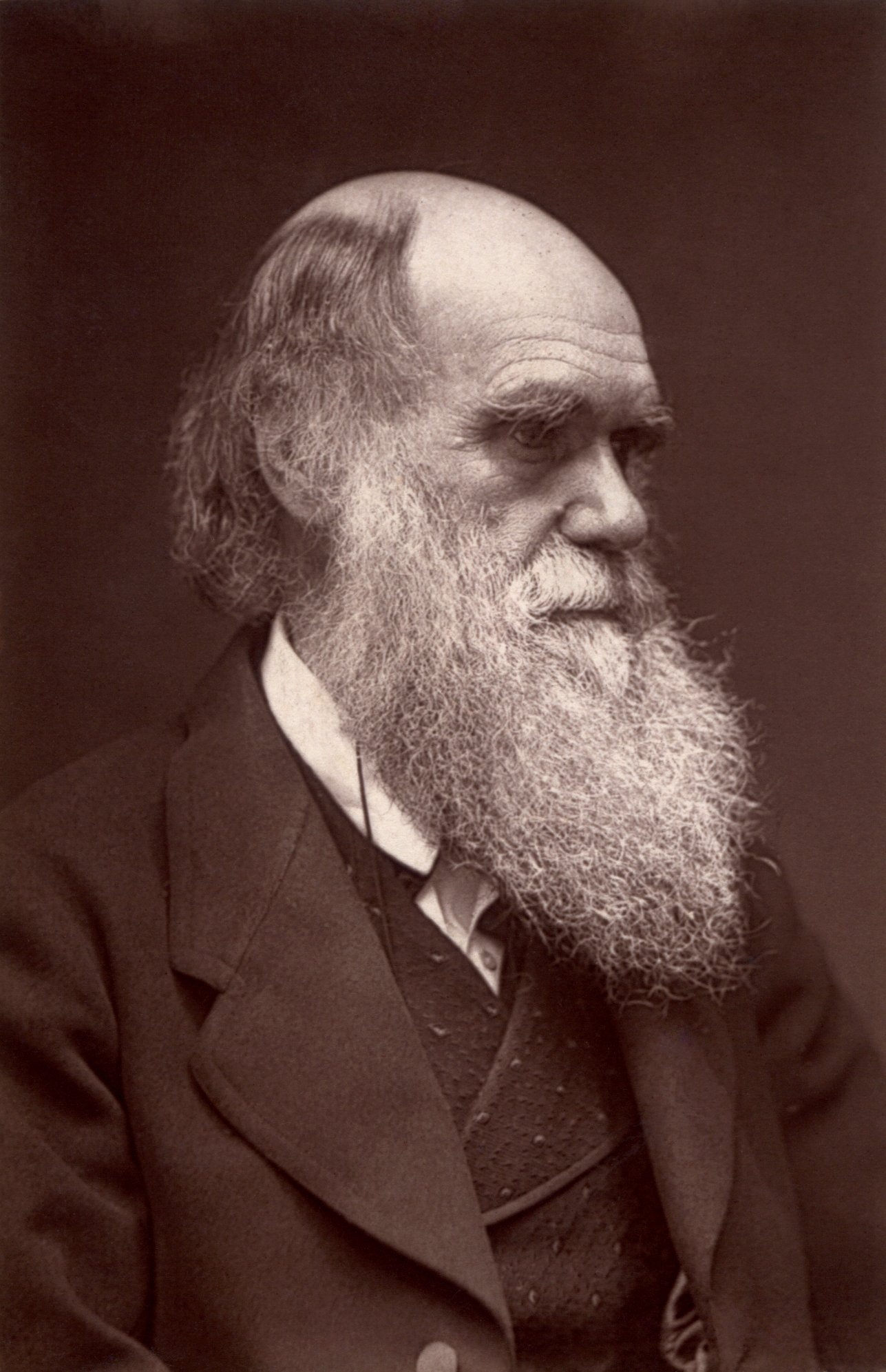
Charles Darwin

### Antichitate
Propunerea ca un tip de organism ar putea sa fie descendent dintr-un alt tip de organism a fost inițiată în filosofia greacă pre-socratică.  Anaximander a facut referire la evoluționism în  "Originea Umanitatii", iar Empedocles a scris "Cosmogonia" .   
Poetul Lucretius a fost adept al lui Empedocles in lucrarea sa "De rerum natura" (Natura lucrurilor).  

### Evul Mediu
În contrast cu viziunea materialistă, aristotelianismul a considerat ca toate lucrurile naturale  ca actualizări ale posibilităților naturale fixe, cunoscute ca forme din cunoscuta Teorie a formelor.  
Aceasta era o parte a intelegerii teologice medievale ale naturii in care toate obiectele jucau un rol in ordinul cosmic divin. Ideea a devenit un standard al evului mediu si a fost integrata in educatia crestina.

### Pre-darwinism
În secolul al XVII-lea, noua metodă a științei moderne a respins demersul aristotelic. Acesta a căutat explicații ale fenomenelor naturale în termeni de legi fizice care erau aceleași pentru toate lucrurile vizibile și care nu necesitau existența unor categorii naturale fixe sau a unei ordine cosmice divine. Cu toate acestea, această nouă abordare a putut prinde rădăcini  în științele biologice, ultimul bastion al conceptului de tipuri naturale fixe. John Ray a aplicat unul dintre termenii mai generali anterior pentru tipurile naturale fixe, „specie”, la tipurile de plante și animale, dar a identificat cu strictețe fiecare tip de viețuitoare ca specie și a propus ca fiecare specie să poată fi definită prin trăsăturile care s-au perpetuat.  Clasificarea biologică introdusă de Carl Linnaeus în 1735 a recunoscut în mod explicit natura ierarhică a relațiilor dintre specii, dar încă privea speciile ca fiind fixate conform unui plan divin. 
Alți naturaliști din această perioadă au speculat asupra schimbării evolutive a speciilor în timp, în conformitate cu legile naturale. În 1751, Pierre Louis Maupertuis a scris despre modificări naturale care au avut loc în timpul reproducerii și care se acumulează de-a lungul multor generații pentru a produce noi specii.   Georges-Louis Leclerc, Comte de Buffon a sugerat că speciile ar putea degenera în diferite organisme, iar Erasmus Darwin a propus ca toate animalele cu sânge cald proveneau  dintr-un singur microorganism (sau „filament”) . Prima schemă evolutivă cu drepturi depline a fost teoria „transmutației” a lui Jean-Baptiste Lamarck din 1809,  care a avut în vedere producerea spontană  continuă a unor forme simple de viață care au dezvoltat o complexitate mai mare în linii paralele cu o tendință progresivă inerentă și a postulat că  la nivel local, aceste linii s-au adaptat mediului înconjurător prin moștenirea modificărilor cauzate de folosirea lor sau de utilizarea lor nefolositoare la părinți.   Aceste idei au fost condamnate de naturaliști consacrați ca fiind speculații lipsite de sprijin empiric. În special, Georges Cuvier a insistat asupra faptului că speciile nu sunt legate și fixate, asemănările lor reflectând designul divin pentru nevoile funcționale. Între timp, ideile lui Ray de design binevoitor au fost dezvoltate de William Paley în "Teologia naturală sau Evidențele existenței și atributele zeității" (1802), care propunea adaptări complexe ca dovadă a designului divin și care a fost admirată de Charles Darwin. 

### Revoluția darwiniană
Ruperea crucială de la conceptul de clase tipologice constante sau tipuri în biologie a venit cu teoria evoluției prin selecție naturală, care a fost formulată de Charles Darwin în termeni de populații variabile.  Parțial influențat de un eseu privind principiul populației (1798) de Thomas Robert Malthus, Darwin a menționat că creșterea populației va duce la o „luptă pentru existență” în care predominau variații favorabile, pe măsură ce alții dispar. În fiecare generație, mulți urmași nu reușesc să supraviețuiască unei epoci de reproducere din cauza resurselor limitate. Acest lucru ar putea explica diversitatea plantelor și animalelor dintr-o descendentă comună prin aplicarea legilor naturale în același mod pentru toate tipurile de organism.  Darwin și-a dezvoltat teoria „selecției naturale” începând cu 1838 și redacta „marea sa carte” pe această temă când Alfred Russel Wallace i-a trimis o versiune a aceleiași teorii în 1858. Lucrările lor separate au fost prezentate împreună la o întâlnire din 1858 al Societății Linneane din Londra.   La sfârșitul anului 1859, publicarea rezumatului lui  Darwin    despre „Originea speciilor” a explicat selecția naturală în detaliu și într-un mod care a dus la o acceptare din ce în ce mai largă a conceptelor de evoluție ale lui Darwin în detrimentul teoriilor alternative. Thomas Henry Huxley a aplicat ideile lui Darwin , folosind paleontologia și anatomia comparativă pentru a oferi dovezi puternice că oamenii și maimuțele au împărtășit o descendentă comună. Unii au fost deranjați de acest lucru, deoarece teoria a presupus că oamenii nu au avut un loc special în univers.   

### Pangeneza și ereditate
Mecanismele de ereditate reproductivă și originea noilor trăsături au rămas un mister. Spre acest scop, Darwin și-a dezvoltat teoria provizorie asupra pangenezei.   În 1865, Gregor Mendel a raportat că trăsăturile au fost moștenite într-o manieră previzibilă prin sortimentul independent și segregarea elementelor (mai târziu cunoscute sub numele de gene). Legile de moștenire ale lui Mendel au înlocuit în cele din urmă cea mai mare parte a teoriei pangenezei lui Darwin. August Weismann a făcut distincția importantă între celulele germinale care dau naștere gameților (cum ar fi spermatozoizii și celulele ou) și celulele somatice ale corpului, demonstrând că ereditatea trece doar prin linia germinală. Hugo de Vries a conectat teoria pangenezei  lui Darwin la distincția celulară a germenului  lui Weismann și a propus că pangenele lui Darwin sunt concentrate în nucleul celulei și atunci când sunt exprimate, acestea pot trece în citoplasmă pentru a schimba structura celulei. De Vries a fost, de asemenea, unul dintre cercetătorii care au făcut cunoscută opera lui Mendel, crezând că trăsăturile Mendeliene corespundeau transferului variațiilor ereditare de-a lungul liniei germinale.   Pentru a explica cum apar noile variante, de Vries a dezvoltat o teorie a mutației care a dus la o prăpastie temporară între cei care au acceptat evoluția darwiniană și biometricienii care s-au aliat cu de Vries. În anii 1930, pionierii în domeniul geneticii populației, precum Ronald Fisher, Sewall Wright și J. B. S. Haldane au pus bazele evoluției pe o filozofie statistică robustă. 

### „Sinteza modernă"
În anii 1920 și 1930, așa-numita sinteză modernă a conectat selecția naturală și genetica populației, bazată pe moștenirea Mendeliană, într-o teorie unificată care se aplica în general la orice ramură a biologiei.  Sinteza modernă a explicat tiparele observate la speciile din populații, prin tranziții fosile în paleontologie și mecanisme celulare complexe în biologia dezvoltării.   Publicarea structurii ADN de către James Watson și Francis Crick cu contribuția lui Rosalind Franklin în 1953 a demonstrat un mecanism fizic pentru moștenire.  Biologia moleculară a îmbunătățit înțelegerea relației dintre genotip și fenotip. De asemenea, s-au înregistrat progrese în sistematicele filogenetice, mapând tranziția trăsăturilor într-un cadru comparativ și testabil prin publicarea și utilizarea arborilor evolutivi. În 1973, biologul evoluționist Theodosius Dobzhansky a menționat că „nimic în biologie nu are sens decât în lumina evoluției”, pentru că a scos la lumină relațiile dintre ceea ce păreau mai întâi fapte disconectate din istoria naturală într-un corp explicativ coerent de cunoștințe care descrie și prezice numeroase fapte observabile despre viața de pe această planetă.  

### Sinteze suplimentare

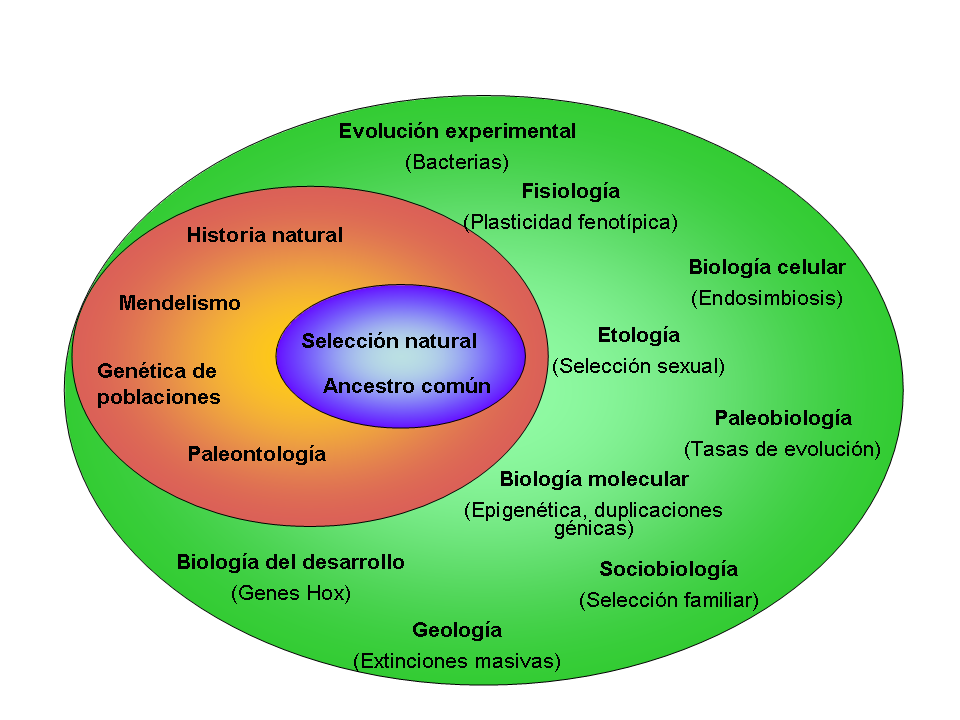
Sinteza evoluționară extinsă (în limba spaniolă)

De atunci, sinteza modernă a fost extinsă în continuare pentru a explica fenomenele biologice de-a lungul scării complete și integrative a ierarhiei biologice, de la gene la specii. O extensie, cunoscută sub denumirea de biologie evolutivă a dezvoltării și denumită în mod informal „evo-devo”, subliniază modul în care schimbările între generații (evoluție) acționează pe tipare de schimbare în cadrul organismelor individuale (dezvoltare).   De la începutul secolului XXI și în lumina descoperirilor făcute în ultimele decenii, unii biologi au susținut o sinteză evolutivă extinsă, care să țină cont de efectele modurilor de moștenire non-genetice, cum ar fi epigenetica, efectele parentale, moștenirea ecologică și moștenire culturală și evoluție.

## Originea și istoria vieții

### Originea vieții
Planeta Terra s-a format acum 4,54 de miliarde de ani.  Conform celor mai vechi dovezi arheologice, primele forme de viață au apărut acum 3,5 miliarde de ani pe durata Eoarhaicului după formarea crustei geologice care a căpătat caracter solid după ce în Hadean suprafață de roca era topită.
Cele mai vechi fosile microbiene au fost găsite în gresia veche din vestul Australiei și datează de 3,48 de miliarde de ani.  Alte dovezi fizice timpurii ale substanței biogene este grafitul din roci metasedimentare de acum 3,7 miliarde de ani, descoperite în vestul Groelandei. Alte rămășițe de viață biotica au fost găsite în roci vechi din vestul Australiei, datând de 4,1 miliarde de ani. 
Comentând descoperirile australiene,  Stephen Blair Hedges a scris "dacă viață a apărut rapid pe Terra, atunci trebuie să fie comună în univers". În iulie 2016, savanții au raportat identificarea a unui set de 355 de gene de la ultimul strămoș comun universal (LUCA) la toate organismele vii de pe Pământ. 
Peste 99% din specii (în total 5 miliarde de specii) care au trăit vreodată pe Pământ sunt dispărute.  În prezent nu sunt decât 10-14 milioane de specii pe Pământ, dintre care doar 1,9 milioane au fost denumite și doar 1,6 milioane apar documentate în baza centrală de date, 80% din acestea fiind și azi nedescoperite.
S-a presupus că chimia cu un grad mare de energie a produs o moleculă autoreplicanta acum 4 miliarde de ani, și jumătate de 1 miliar de ani mai târziu s-a născut ultimul strămoș comun. Consensul curent științific este că biochimia complexă care a creat viață provine din reacții chimice simple.  Începutul vieții ar include molecule autoreplicante precum ARN și asamblarea celulelor simple. 

### Strămoșul comun
Toate organismele de pe Pământ sunt descendente dintr-un strămoș genetic comun.  Speciile curente încă se află în etapă de proces de evoluție în toată diversitatea producerii a unei lungi serii de evenimente ce duc la speciatie și extincție.  Descendența comună al organismelor a fost dedusă din patru elemente: prima- distribuția geografică care nu putea explică adaptarea locală, a două- diversitatea vieții nu este un set complet de organisme unice, având distribuite similarități morfologice, a treia - trăsăturile vestigiale fără un scop clar seamănă  cu trăsăturile funcționale ancestrale, a patra- organismele pot fi clasificate folosind similaritățile într-o ierarhie de grupuri cuibărite, similare cu arborele genealogic. 
Savanții moderni au sugerat că, în ciuda transferului orizontal de gene, acest arbore al vieții ar putea fi mult mai complicat decât un simplu arbore ramificat deoarece unele scene s-au transmis independent între speciile înrudite. Pentru a rezolva această problema, unii autori preferă să utilizeze termenul de "Coralul Vieții" că metaforă așău model matematic pentru a ilustra evoluția vieții. Însă aceste perspective ce datează încă de pe vremea lui Darwin au fost abandonate. 
Speciile din trecut au lăsat consemnări despre istoria lor evolutionara. Fosilele, alături de anatomia comparativă a organismelor din prezent, constituie 
un registru morfologic  sau anatomic .  Comparând anatomia a două specii moderne și extincte, palentologicii pot vizualiza descendența speciilor. 
Această abordare are cel mai mare succes pentru organismele care au părți dure ale corpului, precum cochilii, oase sau dinți. În plus, întrucât procariotele precum bacteriile și arhaea împărtășesc un set limitat de morfologii comune, fosilele lor nu oferă informații despre strămoșii lor.
Mai recent, dovezile pentru descendența comună provin din studiul asemănărilor biochimice dintre organisme. De exemplu, toate celulele vii folosesc același set de bază de nucleotide și aminoacizi.  Dezvoltarea geneticii moleculare a relevat consemnările evoluției lăsate în genomul organismelor: datarea când speciile s-au abătut prin ceasul molecular produs de mutații.  De exemplu, aceste comparații ale secvenței ADN au dezvăluit că oamenii și cimpanzeii împart 98% din genomii lor și analizând puținele zone în care acestea diferă ajută la descoperirea strămoșului comun al acestor specii. 

### Evoluția vieții
Procariotele au locuit pe Terra acum 3-4 miliarde de ani odată cu apariția apei în formă lichidă. Nu s-au înregistrat schimbări evidente în morfologia sau organizarea celulară a acestora  în următorii miliarde de ani. Celulele eucariote au apărut acum 1,6-2,7 miliarde de ani. Următoarea schimbare majoră în structura celulară s-a petrecut când o bacterie a fost înghițită de celulele eucariote, printr-o asociere cooperativă denumită endosimbioză.  Înghițirea bacteriei și găzduirea acesteia de către celulă au declanșat un proces de co-evoluție, prin care bacteria a evoluat prin procesul numit mitocondrie. .  
Când o altă celulă a devorat cianobacterii, s-au format cloroplastele- algele și plantele. 
Viață pe Pământ era alcătuită doar din eucariote, procariote și arhee, dar acum 610 milioane de ani au apărut primele organisme multicelulare în oceane, în perioada Neoproterozoicului. Evoluția multicelularitatii a dus la multiple evenimente independente, organismele evoluând într-o diversitate de bureți,  alge brune, cianobacterii, mucegaiuri și micobacterii. În ianuarie 2016, savanții au raportat că acum 800 milioane de ani, o modificare genetică minoră într-o singură moleculă numită GK-PID ar fi permis organismelor să treacă de la o singură celulă la o alcătuite multicelulara. 
După combinara primelor organisme multicelulare, în următorii 10 milioane de ani, diveristatea biologică a luat amploare, fiind cunoscută drept "Explozia Cambriană", simultan cu acumularea oxigenului în atmosfera de pe urmă fotosintezei. 
După 500 milioane de ani, plantele și ciupercile au colonizat uscatul și au apărut în scurt timp artropodele și insectele. Amfibienii au apărut acum 364 milioane de ani, urmați de reptile și păsări acum 155 milioane de ani. Mamiferele au apărut acum 129 milioane de ani, iar din acestea au derivat hominidele acum 10 milioane de ani. Omul modern a evoluat acum 250 000 de ani.  
În ciuda evoluției animalelor mari, micile organisme care au dominat Pământul , precum procariotele, au rămas la fel.

## Mecanismele evoluției

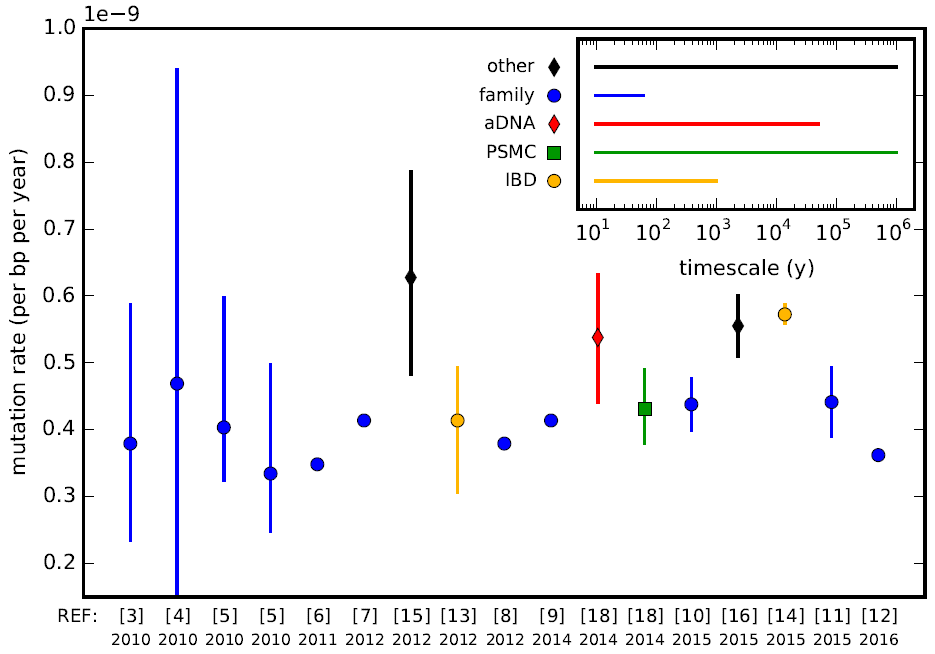
Estimate raportate recent ale ratei mutațiilor pe întreg genomul, la om. Rata mutațiilor de transmitere a liniei de germeni la om este de aproximativ 0.5×10^{−9} pe pereche de baze pe an.

Principalele mecanisme care realizează schimbarea evolutivă sunt: selecția naturală, driftul genetic și fluxul de gene.
Selecția naturală favorizează genele care măresc capacitatea de supraviețuire și de reproducere.
 Driftul genetic constituie schimbarea aleatorie a frecvenței alelelor, cauzată de asocierea genelor unei generații în cadrul reproducerii.
Fluxul genetic reprezintă transferul de gene în interiorul și între populații.
Importanța relativă a selecției naturale și a fluxului genetic la nivelul unei populații depinde de puterea de selecție și de mărimea efectivă a populației, care indică numărul de indivizi apți de reproducere.
Ca o consecință, modificarea mărimii populației poate influența în mod spectaculos cursul evoluției.
Astfel, atunci când populația se micșorează, aceasta își poate pierde variația genetică, rezultând o populație uniformă.
Acest lucru are loc în cazul migrării, extinderii habitatului sau subdivizării populației.

### Selecție naturală
Selecția naturală este procesul prin care mutațiile genetice care sunt favorabile reproducerii devin și rămân comune în decursul generațiilor succesive ale unei populații.

### Drift genetic
Driftul genetic reprezintă schimbarea frecvenței alelelor de la o generație la alta, unde un rol important îl joacă modul arbitrar sau hazardul prin care aceste alele se transmit de la părinți la urmași.
Tot șansa este cea care, în unele cazuri, stabilește dacă un individ supraviețuiește și se reproduce.
Când forțele selective sunt absente sau relativ slabe, frecvența alelelor tinde să crească sau să scadă.
Astfel, driftul genetic poate să conducă la dispariția anumitor alele în favoarea altora, o populație ajungând să se separe în două populații divergente cu seturi diferite de alele.

### Flux genetic
Fluxul genetic reprezintă schimbul de gene dintre populații care în general sunt de aceeași specie.
De exemplu, acest schimb poate avea loc în cazul migrațiilor sau al polenizării.
Are loc transferul orizontal de gene și apar organismele hibride.
Prin migrație se poate schimba frecvența alelelor sau poate apărea o variație genetică în cadrul populației.
Astfel, prin imigrație se poate introduce un nou material genetic în fondul genetic al populației, în timp de prin emigrație se poate înlătura material genetic.
Fluxul genetic poate fi împiedicat de anumite obstacole cum ar fi lanțuri montane, oceane, deșerturi sau chiar construcții de mari dimensiuni ca în cazul Marelui Zid Chinezesc, care a împiedicat fluxul genetic al plantelor din acea zonă.

## Procesele de bază în evoluție

### Ereditatea

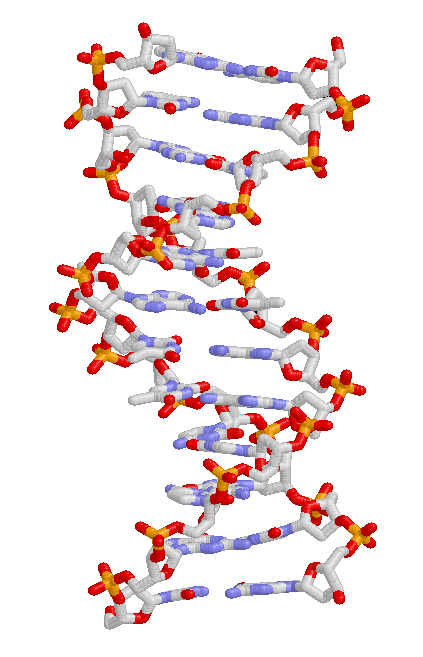
Structura ADN-ului.
Baza nucleotidă din centru este înconjurată de carbohidrați fosfatați sub forma unei duble elice

Evoluția organismelor constă în schimbări ale trăsăturilor fenotipice moștenite, a celor caracteristici particulare ale unui organism. De exemplu, la om culoarea ochilor reprezintă o caracteristică moștenită, pe care un individ o poate prelua de la părinți.
Aceste trăsături moștenite sunt controlate de gene, care în cadrul genomului unui organism, formează genotipul. 
Setul complet de trăsături observabile care alcătuiesc structura și comportamentul unui organism se numește fenotip. 
Aceste trăsături provin din interacțiunea genotipului cu mediul înconjurător. 
Ca rezultat, nu orice aspect al fenotipului organismului poate fi ereditar. 
Astfel, bronzarea pielii reprezintă o interacțiune dintre genotipul unei persoane și lumina solară; efectul nu este moștenit de copiii acesteia. 
Totuși oamenii prezintă moduri diferite de a răspunde la lumina solară, conform particularităților genotipurilor. 
Un exemplu clar îl constituie acei indivizi care au moștenit trăsăturile albinismului; aceștia nu se bronzează și sunt sensibili la arsurile datorate soarelui.
Caracteristicile ereditare se transmit de-a lungul generațiilor prin intermediul ADN-ului, o moleculă care este capabilă să codifice informația genetică. ADN-ul este un polimer compus din patru tipuri de baze azotate. 
Secvența acestor baze în cadrul moleculei reprezintă chiar informația genetică, precum succesiunea literelor într-un text sau a caracterelor binare în programarea unui calculator. 
Acele porțiuni ale moleculei de ADN care se referă la anumită unitate funcțională se numesc gene. 
Genele se diferențiază prin modul de realizare a succesiunii bazelor. 
La nivel celular, înlănțuirile de spirale ADN se acociază cu proteinele formând structuri complexe numite cromozomi. 
O anumită poziționare a cromozomului se numește locus. 
Secvența de ADN a unui locus diferă de la un individ la altul, aceste forme diferite numindu-se alele. 
Secvențele de ADN se pot schimba prin intermediul mutațiilor genetice, realizându-se noi alele. 
Dacă are loc o mutație la nivelul unei gene, noile alele pot modifica anumite trăsături și astfel se poate realiza o modificare a fenotipului individului. 
Totuși unele trăsături sunt mult mai complexe și nu se pot modifica decât prin multipla interacțiune genetică.

### Speciația
Speciația este procesul prin care o specie se divide în una sau mai multe specii descendente.
A fost observat și studiat atât în condiții de laborator, cât și în natură.
În cazul organismelor care se reproduc sexuat, speciația poate fi cauzată de izolare repoductivă urmată de divergență genealogică.
Există patru mecanisme ale speciației:
- speciație alopatrică: este cea mai răspândită. Apare la populațiile inițial izolate geografic, cum ar fi în cazurile de fragmentare a habitatului sau de migrație. În aceste condiții, selecția poate produce schimbări rapide, atât în aspectul, cât și în comportamentul organismelor.[91][92]
- speciație peripatrică
- speciație parapatrică
- speciație simpatrică

### Variația
Fenotipul individual al unui organism este determinat de genotipul sau/și de mediul în care trăiește. O mare parte a variației fenotipului unei populații este cauzată de diferența dintre genotipurile indivizilor. Teoria sintetică a evoluției definește evoluția ca o schimbare în timp în cadrul acestei variații genetice. Frecvența unei alele particulare fluctuează, devenind mai mult sau mai puțin prevalentă față de alte forme ale acelei gene. Prin evoluție, aceste schimbări pot fi dirijate într-o direcție sau alta. Variația dispare când acea alelă ajunge la un punct de fixație, când fie că dispare din cadrul unei populații, fie înlocuiește în întregime o alelă ancestrală. Variația este determinată de mutații genetice, migrația între populații (fluxul genetic) și de redistribuirea genelor în cadrul reproducerii sexuale. Variația poate să provină și din schimbul genetic dintre diferite specii. Astfel, avem transferul orizontal de gene la bacterii și hibridizarea la plante. Deși prin aceste procese se introduc variații constante, majoritatea genomurilor speciei sunt identice la toți indivizii. Totuși, schimbări aparent minore ale genotipului pot provoca schimbări spectaculoase ale fenotipului: cimpanzeii și oamenii diferă cu numai 5% din genom.

#### Mutația genetică

Duplicarea unei părți a cromozomului

Variațiile genetice provin din mutații întâmplătoare care survin la nivelul genomului organismului. Mutațiile reprezintă schimbări în secvența ADN-ului genomului unei celule și sunt provocate de radiații, viruși, elemente transpozabile (transpozoni), substanțe chimice mutagene sau de erori care apar în timpul meiozei sau a replicării ADN-ului. 
Acești mutageni produc mai multe tipuri de schimbări în structura ADN-ului; unele fără efect, altele pot produce noi gene sau împiedica funcționarea altora. Studii efectuate pe Drosofila melanogaster (devenită model în genetică) arată că, dacă o mutație care schimbă o proteină este produsă de o genă, atunci acea genă poate fi periculoasă, 70% din aceste mutații putând avea efecte distructive, rezultatul fiind fie neutru, fie cu slabe efecte benefice. 
Pentru a contracara efectele distrugătoare ale mutațiilor asupra celulelor, organismele au dezvoltat mecanisme de reparare a ADN-ului pentru a înlătura aceste mutații. De aceea, rata optimă a mutațiilor pentru o specie este un echilibru între prețul plătit pentru o înaltă rată a mutațiilor, cum ar fi cele nocive, și energia consumată prin metabolism pentru a reduce această valoare, cum ar fi cazul enzimelor care refac ADN-ul.
Unele specii, cum ar fi retrovirușii, posedă o atât de înaltă frcvență a mutațiilor, încât aproape orice urmaș posedă o mutație genetică. 
Astfel, acești viruși pot evolua rapid și pot evita contraatacul sistemului imunitar al organismului. 
Mutațiile pot realiza duplicarea unor secvențe întregi de ADN, ceea ce constituie o veritabilă materie primă din care vor apărea noi gene, astfel că în fiecare milion de ani, se realizează duplicarea a zeci până la sute de gene la nivelul genomului animal.
Cele mai multe gene aparțin unor mari familii de gene care pornesc de la un strămoș comun. 
Genele noi sunt produse prin diverse metode, cel mai frecvent prin duplicarea sau mutația unei gene ancestrale sau prin recombinarea părților unor gene diferite prin care astfel se generează noi combinații cu funcții diferite. 
Domeniile proteice (acele proteine care evoluează independent de lanțul proteic) funcționează ca module, fiecare având o funcție specifică și independentă, dar care pot fi combinate pentru a produce gene care să codifice noi proteine cu alte proprietăți. 
De exemplu ochiul uman utilizează patru gene pentru a-și forma structurile sensibile la lumină: trei pentru vederea color și una pentru vederea nocturnă; toate însa își au originea de la o genă ancestrală. 
Un avantaj al duplicării genelor (sau chiar al unui întreg genom) îl constituie faptul că suprapunerea funcțiilor redundante în gene multiple permite alelelor să fie reținute, ceea ce dezvoltă diversitatea genetică. 
Modificarea numărului de cromozomi poate genera mai multe mutații, unde segmentele de ADN din cadrul cromozomilor se rup și se regrupează. De exemplu, doi cromozomi ai genului homo pot fuziona formând cromozomul 2 uman; această fuziune este necunoscută în cadrul evoluției liniare a celorlalte ramuri de primate.
În procesul evolutiv, cel mai important rol al unor astfel de rearanjamente cromozomiale este acela de a accelera divergența populațiilor, generându-se noi specii a căror diferențiere genetică să fie menținută.
Secvențe întregi de ADN se pot deplasa de-a lungul genomului, cum ar fi transpozonii provocând fracțiuni majore al materialului genetic la plante și animale, fiind astfel importante în evoluția genomurilor. 
Mai mult, aceste secvențe mobile de ADN pot produce mutații sau dispariția genelor existente, având astfel un rol important în realizarea diversității genetice.

#### Sexul și recombinarea
La organismele asexuate, genele sunt moștenite în grup. La cele sexuate, urmașii prezintă combinații aleatorii ale cromozomilor parentali. În cadrul procesului de recombinare genetică, organismele sexuale pot efectua schimb de ADN între doi cromozomi compatibili. Recombinarea și reasortarea nu afectează frecvența alelelor, ci doar modul cum acestea se ascociază unele cu altele, generându-se urmași cu noi combinații de alele.

### Populația genetică

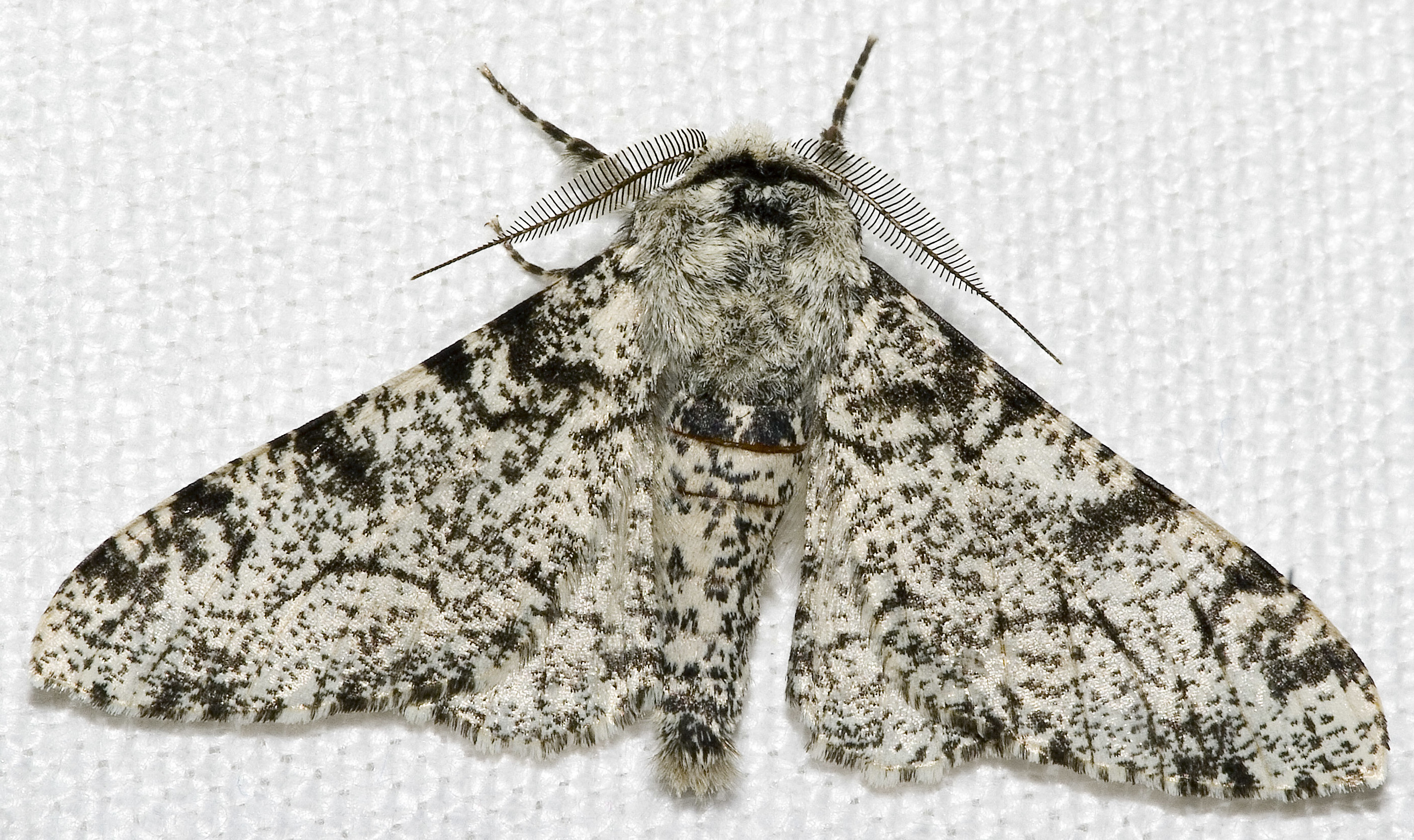
Fluturele alb al moliei

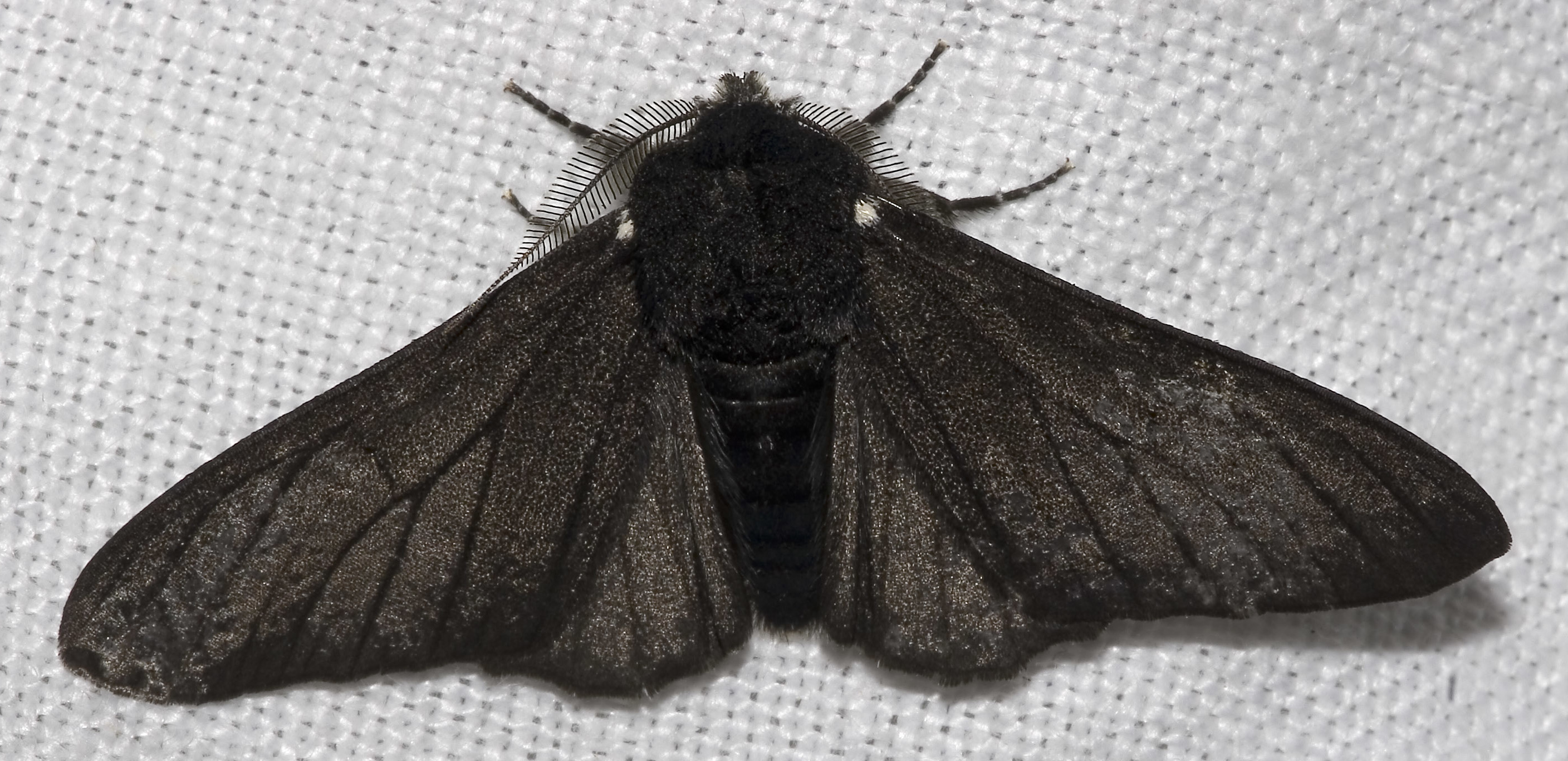
Varianta în negru

Din punct de vedere genetic, există o schimbare de la o generație la alta a frecvenței alelelor unei populații care deține un fond genetic comun.
O populație este un grup localizat de indivizi care aparțin aceleiași specii.
De exemplu toți fluturii de molie de aceeași specie care locuiesc într-o pădure izolată reprezintă o populație.
O singură genă a acestei populații poate avea mai multe forme alternative, ceea ce dovedește diferența dintre fenotipurile diferitelor organisme.
Un exemplu îl constituie gena responsabilă cu culoarea fluturelui care are două alele: albă și neagră.
Fondul genetic reprezintă setul complet de alele din cadrul unei singure populații, astfel că fiecare alela apare de un anumit număr de ori.
Acea fracțiune de gene dintr-un fond genetic, care are o alelă particulară, reprezintă frecvența acelei alele.
Astfel putem spune că evoluția are loc atunci când sunt schimbări ale frecvențelor alelelor în cadrul unei populații; de exemplu cazul când alelele pentru culoarea neagră devin mai răspândite la nivelul populației de molii.
Pentru a întelege mecanismele care conduc la evoluția unei populații, e bine să observăm ce condiții sunt necesare pentru ca să nu se producă această evoluție.
Principiul Hardy-Weinberg susține că frecvența alelelor (variațiilor unei gene) într-o populație suficient de mare rămâne constantă dacă singurele cauze perturbatoare care acționează asupra unei populații o constituie combinația întâmplătoare a alelelor la combinarea spermei și ovulelor în timpul fertilizăriisau fecundării.
O astfel de populație, aflată în echilibrul Hardy-Weinberg, nu evoluează.

## Dovezi
Teoria evoluției este verificată de:
- omologie: multe animale prezintă structuri osoase și musculare similare, și toate au ADN similar, ceea ce conduce la ideea unui strămoș comun;
- embriologie: de-a lungul evoluției fetale, embrionii diferitelor vertebrate seamana intre ei, lucru remarcat de Ernst Haeckel;
- studiul fosilelor: descoperirea acelor verigi de legătură (fosile tranziționale) între diferite clase de animale, de exemplu: 
  - Tiktaalik, care indică tranziția de la pești la tetrapode
  - Thrinaxodon, care indică tranziția de la cynodontia la mamifere
  - Ambulocetus, care indică tranziția de la mamifere terestre la cetacee (balene și delfini)
  - Archaeopteryx, care indică tranziția de la dinozauri la păsări
- genetică: studiul genomului uman și a altor animale a confirmat amplasarea retrovirușilor endogeni în aceleași poziții la diferite specii, ce confirmă un strămoș comun.[117]
- observări ale speciației: șopârla Anole în insulele din Marea Caraibelor, moliile din Londra, peștii din lacul Nagubago, ș.a.
- mutațiile genetice: principala cauză a variațiilor din cadrul speciilor;
- organele vestigiale - părți ale corpului care au devenit inutile: amigdalele, coccisul, timusul, degetul mic, apendicele vermiform, părul capilar etc.
- biogeografie

### Fosilele arată că schimbarea a avut loc
Conștientizarea faptului că unele pietre conțin fosile a fost un punct de reper in istoria naturală. Există trei părți în această poveste:
1. Observarea că lucrurile din roci care păreau organice erau de fapt rămășițele alterate ale unor vietăți. Acest lucru a fost stabilit în secolele 16 și 17 de către Conrad Gesner, Niels Stensen, Robert Hooke și alții.[118][119]
2. Observarea că multe fosile reprezintă specii care nu există în prezent. Georges Cuvier, anatomist comparativ, a demonstrat că extincția a avut loc, și că diferitele straturi conțin fosile diferite.[120]p108
3. Observarea că fosile timpurii au fost organisme mai simple decât fosilele de mai târziu. De asemenea, cu cât sunt mai noi pietrele, cu atât mai recente sunt fosilele.[121]

„Dovada cea mai convingătoare pentru apariția a evoluției este descoperirea de organisme dispărute în straturile geologice mai mari ... Cu cât straturile sunt mai vechi ...  cu atât mai mult diferă fosilele de reprezentanții în viață ... care este de așteptat în cazul în care fauna și flora din straturile anterioare au evoluat treptat, în urmașii lor.”—Ernst Mayr''

#### Evoluția cailor

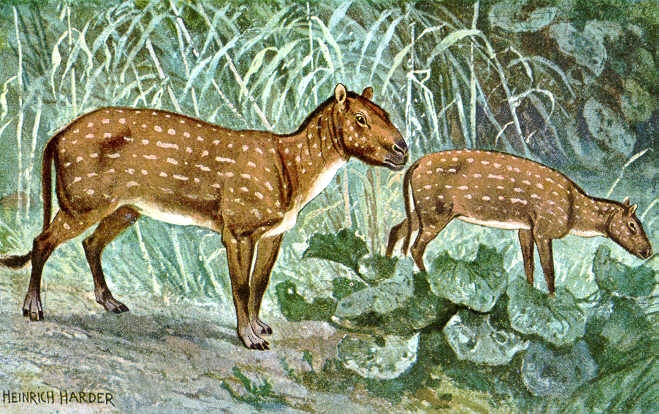
Strămoșii cailor au trăit în pădure

Evoluția ecvidelor (familia Equidae) este un bun exemplu pentru modul în care funcționează evoluția. Cea mai veche fosilă a unui cal este de aproximativ 52 de milioane de ani. Era un animal mic, cu cinci degete la picioarele din față și patru degete la picioarele din spate. În acea vreme existau mai multe păduri în lume decât în prezent. Acest cal a trăit în păduri, mâncând frunze, nuci și fructe cu dinții săi simpli. Era la fel de mare ca o vulpe.
Aproximativ cu 30 de milioane de ani în urmă, lumea a început să devină mai rece și mai uscată. Pădurile s-au redus, pășunile s-au extins și caii s-au schimbat. Ei au mâncat iarbă, au crescut mai mari și au fugit mai repede, deoarece au trebuit să scape mai iute de prădători. Iarba erodează dinții, de aceea caii cu dinți mai rezistenți au avut un avantaj.
Pentru cea mai mare parte a acestei lungi perioade de timp, au existat o serie de tipuri de cai (genuri). În prezent există doar un singur gen: calul modern, Equus. El are dinți care cresc toată viața, copite, picioare mari pentru alergat, iar animalul este mare și suficient de puternic pentru a supraviețui în câmpie. Caii au trăit în vestul Canadei până acum 12.000 de ani, dar toți caii din America de Nord au dispărut cu circa 11.000 de ani în urmă. Cauzele acestei extincții nu sunt clare; au fost sugerate schimbările climatice și vânătoarea.

### Distribuția geografică

#### Australasia
Australasia a fost separată de celelalte continente pentru multe milioane de ani.
În cea mai mare parte a continentului, Australia, 83% din mamifere, 89% din reptile, 90% din pește și insecte și 93% din amfibieni sunt specii endemice.
Mamifere sale native sunt în cea mai mare parte marsupiale, precum canguri, bandicoots și quolls. 
Prin contrast, marsupialele sunt în prezent total absente din Africa și formează o mică parte din fauna de mamifere din America de Sud, precum oposumul și monito del monte.
Reprezentanții vii ale mamiferelor primitive ce depun ouă (monotreme) sunt echidna și ornitorincul. Ei sunt găsiți doar în Australasia, care include Tasmania, Noua Guinee și Insula Cangurului.
Aceste monotreme sunt total absente în restul lumii.
Pe de altă parte, în Australia lipsesc multe grupuri de mamifere placentare, care sunt comune pe alte continente (Carnivora, artiodactyls, chițcani, veverițe, lagomorfe), deși au lilieci indigeni și rozătoare, care au ajuns mai târziu.
Mamiferele placentare au evoluat în Eurasia și au făcut să dispară marsupialele și monotremele oriunde s-ar răspândi.
În Australasia nu au ajuns decât recent.
Acesta este motivul simplu de ce Australia are cele mai multe dintre marsupiale din lume și toate monotremele.
Acest subiect care l-a preocupat atât pe Charles Darwin, cât și pe Alfred Russel Wallace.
Atunci când apar noi specii, de obicei prin divizarea speciilor mai mari, acest lucru are loc într-un singur loc din lume. Odată ce este stabilită, o noua specie se poate răspândi doar în anumite locuri și nu în altele.

#### Drosophila hawaiiană
În aproximativ 17.000 km2, Insulele Hawaii au cea mai diversă colecție de musculițe Drosophila din lume, care trăiesc de la pădurile tropicale până la pajiști de munte.
Sunt cunoscute aproximativ 800 de specii de drosophilide hawaiiene.
Dovezile genetice arată că toate speciile native drosophilida din Hawai se trag de la o singură specie, care a colonizat insulele, cu aproximativ 20 de milioane de ani în urmă.
Adaptarea ulterioară a fost stimulată de lipsa de concurență și de o mare varietate a posibilităților disponibile.
Deși ar fi posibil ca o singură femelă gravidă să colonizeze o insulă, este mult mai probabil să fi fost un grup din aceeași specie.

#### Distribuția genului Glossopteris
Combinația dintre deriva continentelor și evoluție poate explica ceea ce se găsește în fosile.
Glossopteris este o specie dispărută de plante din Permian, de pe supercontinentul antic Gondwana.
Fosilele glossopteris se gasesc în stratul Permian din Sud-Estul Americii de Sud, Africa de Sud, toată insula Madagascar, nordul Indiei, toată Australia, toată Noua Zeelandă, și risipite pe marginile de sud și de nord ale continentului Antarctica .

### Descendența comună
Atunci când biologii privesc vietățile, ei observă că acestea aparțin unor grupuri care au ceva în comun. Charles Darwin a explicat că acest lucru urmează firesc dacă "admitem paternitatea comună a formelor aliate, împreună cu modificarea lor, prin variație și selecție naturală".
De exemplu, toate insectele au în comun un plan de organism de bază, al cărui dezvoltare este controlat de gene de reglementare de bază. Ele au șase picioare, au părți dure pe partea exterioară a corpului (un exoschelet), au ochi formați din multe camere separate, și așa mai departe. Biologii explica acest lucru prin evoluție. Toate insectele sunt descendente ale unui grup de animale care a trăit acum mult timp în urmă. Ele încă mai păstrează planul de bază (de exemplu cele șase picioare), cu câteva detalii schimbate. Acestea arată diferit acum, deoarece s-au schimbat în moduri diferite: aceasta este evoluția.
Darwin a fost primul care a sugerat că toată viața de pe Pământ are o singură origine, și că încă de la început "formele fără sfârșit, cele mai frumoase și mai minunate, au fost și sunt evoluate ".
Dovezile din biologia moleculară în ultimii ani, a susținut ideea că toată viața este legată prin descendență comună .

### Structuri vestigiale
Dovezile puternice pentru descendența comună vin de la structurile vestigiale.
Aripile inutile ale unor gândaci care nu zboară se află sigilate sub carapacele acestora.
Acest lucru poate fi explicate prin descendența lor din gândaci ancestrali, care au avut aripi ce au funcționat.
Organele rudimentare ale corpului, cele care sunt mai mici și mai simple în structură decât părțile corespunzătoare din specii ancestrale, sunt numite organe vestigiale.
Aceste organe sunt funcționale în speciile de rudenie, dar acum sunt fie nefuncționale sau readaptate la o nouă funcție.
Exemple sunt centurile pelviene ale balenelor, aripi ale unor păsări ce nu zboară și frunzele unor xerofite (de exemplu, cactus) și ale plantelor parazite (exemplu Cuscuta europaea).
Cu toate acestea, structurile vestigiale pot avea funcția lor originală înlocuită cu alta. De exemplu aripile de struți sunt utilizate în ritualuri de împerechere, și în afișarea agresivității.
Oscioarele urechii la mamifere sunt oase anterioare ale maxilarului inferior.
În 1893, Robert Wiedersheim a publicat o carte de anatomie umană și relevanța sa pentru istoria evoluției omului.
Această carte conține o listă de 86 de organe umane pe care el a considerat vestigiale.
Această listă a inclus exemple, cum ar fi apendicele și al 3-lea molar (măseaua de minte).
Strângerea puternică a mâinilor bebelușului este un alt exemplu.
Acesta este un reflex vestigial, o rămășiță din trecut, atunci când copiii pre-umani se agățau de părul mamei, în timp ce mamele se cățărau prin copaci.
Acest lucru este confirmat și de picioarele bebelușilor (puii primatelor se prind și cu picioarele).
Toate primatele , cu excepția omului modern au părul de pe corp gros de care un copil se poate agăța. Reflexul strângerii permite mamei să își folosească toate membrele pentru a se cățăra în copac.
Organele vestigiale au de multe ori unele selecții împotriva lor.
Organele originale cereau resurse, uneori uriașe.
În cazul în care nu mai au o funcție se ajunge la reducerea dimensiunii acestora.
Există dovezi directe de selecție.

### Embriologie
Din secolul al XVIII-lea, era cunoscut faptul că embrionii din specii diferite sunt mult mai asemănători decât adulții.
În particular, unele părți ale embrionilor reflectă trecutul lor evolutiv.
De exemplu, embrionii de vertebrate terestre dezvoltă deschideri de branhii precum embrionii peștilor. Desigur, aceasta este doar o etapă temporară, care dă naștere la mai multe structuri în gâtul reptilelor, păsărilor și mamiferelor.
Fantele proto-branhiale sunt parte dintr-un sistem complicat de dezvoltare: motivul pentru care acestea au persistat.
Un alt exemplu sunt dinții embrionari ai balenelor.
Acestea sunt mai târziu pierdute.
Filtrul balenelor este dezvoltat dintr-un țesut diferit, numit keratină.
Primele fosile de balene au avut dinți, precum și fanoane.

### Selecție artificială
Charles Darwin a trăit într-o lume în care zootehnia și culturile domesticite au fost de o importanță vitală. În ambele cazuri, fermierii selectau pentru reproducere indivizi cu proprietăți speciale, și au împiedicat creșterea a indivizilor cu caracteristici mai puțin dorite. Secolului al XVIII-lea și începutul secolului XIX a văzut o creștere în agricultura științifică, iar selecția artificială a avut un rol important în asta.
Darwin a discutat de selecție artificială ca un model de selecție naturală în 1859 în prima ediție a operei sale Despre Originea speciilor, în capitolul IV: Selecția naturală.
Nikolai Vavilov a arătat că secară, inițial o buruiană , a ajuns să fie o plantă de cultură prin selecție neintenționată.
Secara este o planta mai rezistentă decât grâul: ea supraviețuiește în condiții mai aspre, cum ar fi dealuri și munți.
Nu este nici o diferență reală în procesele genetice care stau la baza selecției artificiale și celei naturale, iar conceptul de selecție artificială a fost folosit de Charles Darwin ca o ilustrare a procesului mai larg de selecție naturală.
Există diferențe practice
Studii experimentale despre selecția artificială arată că "rata de evoluție, în experimente de selecție, este de cel puțin două ordine de mărime (adică de 100 de ori) mai mare decât orice rată văzută în natura sau în fosile".

#### Specii artificiale noi
Unii au crezut că selecția artificială nu ar putea produce noi specii. Se pare că acum se poate.
Specii noi au fost create de către animalele domesticite, dar detaliile nu sunt cunoscute sau nu sunt clare.
De exemplu, ovinele domestice au fost create prin hibridizare, și nu mai produce urmași viabili cu Ovis orientalis, o specie din care se trage.
Bovinele domestice, pe de altă parte, pot fi considerate aceleași specii, ca alte soiuri de vaci sălbatice, gaur, iac, etc, deoarece acestea produc ușor fertil pui cu ei.

### Modificări observabile
Unii biologi spun ca evolutia s-a întâmplat atunci când o trăsătură cauzată de genetică devine mai mult sau mai puțin frecventă într-un grup de organisme.
Alții spun că evoluția are loc doar atunci când apar noi specii.
Modificările se pot întâmpla mai repede în organismele mai mici și mai simple.
De exemplu, multe bacterii care provoacă boli nu mai pot fi anihilate cu unele antibiotice.
Aceste medicamente au fost utilizate timp de 80 de ani, și la început au funcționat extrem de bine.
Bacteriile însă au evoluat, astfel încât acestea nu mai sunt afectate de antibiotice.
Antibioticele au ucis bacteriile, cu excepția câtorva care a avut o oarecare rezistență.
Aceste bacterii rezistente au produs următoarele generații.
Gândacul de Colorado este renumit pentru capacitatea sa de a rezista la pesticide.
În ultimii 50 de ani, a devenit rezistent la 52 de compuși chimici utilizați în insecticide, inclusiv cianura.
Aceasta este selecția naturală accelerată de condițiile artificiale.
Totuși, nu toate populațiile sunt rezistente tuturor produselor chimice.
Ele devin rezistente doar la produsele folosite în zona lor.

## Consecințe
Evoluția influențează toate aspectele legate de forma și comportamentul organismelor.
Ca urmare a selecției naturale, au loc acele adaptări comportamentale și fizice prin care indivizii își optimizează capacitatea de a găsi hrana, de a evita prădătorii sau de a atrage parteneri.
Organismele pot răspunde la selecție și cooperând între ele, un exemplu în acest sens fiind simbioza.
Pe termen lung, evoluția generează noi specii prin scindarea populațiilor ancestrale în noi grupuri între care nu mai au loc încrucișări.
Aceste consecințe ale evoluției se împart în macroevoluție , evoluția care are loc la nivelul speciilor (au loc fenomene ca: speciație, extincție) și microevoluție, care constă în schimbări evolutive de mai mică amploare (cum ar fi adaptarea) care au loc în cadrul unei specii sau unei populații. 
În general, macroevoluția este considerată ca fiind un rezultat al unor perioade mai lungi de microevoluție.
Astfel, diferența dintre micro- și macroevoluție nu este una fundamentală, fiind realizată de factorul timp.
Totuși, în cadrul macroevoluției, trăsăturile speciei pot fi importante.

### Adaptarea
Adaptarea constă în acele structuri sau forme de comportament care îmbunătățesc o anumita funcție, ceea ce favorizează supraviețuirea și reproducerea organismelor.
Aceasta se realizează printr-o serie continuă de schimbări minore ale trăsăturilor, schimbări aleatorii din care selecția naturală alege pe cele mai adecvate mediului.
Prin acest proces fie se câștigă o caracteristică nouă, fie se pierde una ancestrală.
Un exemplu care arată ambele tipuri de schimbări îl constituie adaptarea bacteriilor la antibiotice, când se produc modificări genetice ce măresc rezistența la antibiotice a acestora și aceasta fie schimbând ținta medicamentului, fie accelerând activitatea transportorilor care elimină substanța medicamentoasă din celulă.
Un alt exemplu îl constituie modul cum bacteria Escherichia coli își dezvolta capacitatea de a utiliza acidul citric ca nutrient, lucru observat în experimentele de laborator sau modul cum Flavobacterium dezvoltă o noua enzimă care îi permite să se dezvolte și în mediul format de produsele secundare obținute la fabricarea nylon-ului sau modul cum bacteria Sphingobium, prezentă în sol, dezvoltă un întreg mecanism metabolic prin care degradează pentaclorofenolul, un pesticid de sinteză.

### Co-evoluția
Interacțiunea dintre organisme poate genera atât conflict, cât și cooperare.
Când această interacțiune are loc între perechi de specii, cum ar fi agentul patogen și gazda, sau prădător și pradă, aceste specii pot dezvolta adaptări corespondente.
Cu alte cuvinte, evoluția unei specii conduce la evoluție prin adaptare și pentru specia cealaltă, care la rândul ei generează reacții de adaptare pentru prima specie.
Acest ciclu selecție-răspuns se numeste co-evoluție
Un exemplu îl constituie producția de tetrodotoxină la salamandra roșcată, Taricha granulosa, dar și cresterea rezistenței la această neurotoxină din partea prădătorului acesteia, "șarpele-jartieră".

### Cooperarea
Nu toate interacțiunile dintre specii constituie conflict.
Au evoluat multe situații în care există un beneficiu reciproc.
O astfel de cooperare există între plante și ciupercile din specia Mycorrhiza care cresc la rădăcina acestora și le ajută să absoarbă din sol substanțele nutritive.
Pe de altă parte, plantele asigură acestor ciuperci zahăr, pe care îl obțin în urma fotosintezei.
Coaliția dintre organismele de aceeași specie a evoluat foarte mult.
Un exemplu îl constituie socializarea întâlnita la insecte ca albinele, termitele, furnicile.
Aici, insecte sterile asigură paza și hrana unui mic număr de organisme din cadrul coloniei, singurele capabile sa se reproducă.
Un lucru similar se petrece la nivelul organismelor animalelor, unde celulele somatice coordoneaza creșterea celulelor germinale.
Celulele somatice răspund la semnale specifice care le indică să crească, să se dezvolte sau să moară.
Dacă celulele ignoră aceste semnale și se înmulțesc în mod neadecvat, cresterea lor necontrolată generează cancer.

## Predarea teoriilor evoluției în școala românească

### Între anii școlari 2001/2002 și 2006/2007
- Se predă la clasa a XII-a liceu teoria evoluției.

Între anii școlari 2001/2002 și 2006/2007 au fost în vigoare Programele școlare pentru clasele a XI a – a XII aprobate cu Ordin al Ministrului educației naționale nr. 4923 din 18.10.2000 și modificate prin Ordin al Ministrului educației și cercetării nr. 3915 din 31.05.2001, care prevedeau la pag 15 în Tabel orientativ de conținuturi 15% din cadrul orelor de biologie să fie afectate Istoriei vieții. Procentele alocate pentru fiecare tematică sunt orientative fiecare cadru didactic având libertatea de a stabili în funcție de propria opțiune și de particularitățile clasei timpul propriu necesar parcurgerii integrale a programei
Capitolul „Istoria vieții” cuprindea:
a)	Prezentarea generală a teoriilor clasice și moderne privind originea și evoluția vieții. 
b)	Generalități privind organismele primitive.
c)	Dovezi ale evoluției (paleontologie, anatomie comparată, embriologie comparată, biochimie comparată).
d)	Evoluția omului.
e)	Mecanismele speciației:
- selecția;

- factori determinanți și tipuri de selecție;

- speciația intra și interspecifice.

Programă școlară pentru disciplina Biologie, clasa a XII-a în vigoare între anii scolari 2001/2002 și 2006/2007 aici
 Arhivat în 20 februarie 2009, la Wayback Machine..

### Anul școlar 2007/2008
- Nu se mai predă teoria evoluției.

În anul școlar 2007/2008 este în vigoare Anexa 2 la Ordinul ministrului educației și cercetării nr. 5959 / 22.12.2006 și anume Programa Școlară Pentru Ciclul Superior al Liceului, Biologie, Clasa a XII-A1 Aprobat prin Ordinul ministrului nr. 5959 / 22.12.2006 Bucuresti, 2006. Această Programă se aplică și la clasa a XIII-a filiera tehnologică, ruta progresivă de calificare profesională. Această programă nu mai conține nici o referire la Istoria vieții și evoluție. Programă școlară pentru disciplina Biologie, clasa a XII-a în vigoare se găsește aici:  Arhivat în 13 martie 2009, la Wayback Machine..

### Anul școlar 2012/2013
Conform "Anexei" (fără nr.) la "Ordinul ministrului" (fără nr și dată) aprobată prin "Ordin al Ministrului" (fără nr. și dată) și prezentă în 22 septembrie 2012 pe site-ul Ministerului Educației, Cercetării și Sportului (WWW.guv.ro) în capitolul "Programe școlare", "Ciclul gimnazial", la adresa  Arhivat în 17 septembrie 2012, la Wayback Machine. pentru aria curiculară "Matematică și științe" se găsește "Programa pentru biologie clasele V-VIII".
În această programă la pag. 23 capitolul "Conținuturi" punctul V, se găsește următorul text:
"V. Evoluționism
1. Unitatea și diversitatea lumii vii.
2. Evoluție și dovezi ale evoluției (definiția evoluției, exemple de dovezi directe și indirecte).
3. Factori ai evoluției (ereditatea, variabilitatea, suprapopulația, lupta pentru existență, selecția).
4. Specia ca unitate a evoluției."

## Contestarea realității evoluției
Conform unor organizații creștine fundamentaliste, evoluția poate fi o considerată doar o nouă formă de religie. Contraargumentele la adresa evoluției sunt considerate de către cercetători și academicieni ca oameni de paie, fiind lipsite de dovezi, logică sau vreo publicație științifică în favoarea lor.
Nu toate religiile se opun teoriei evoluției: „Într-o formă sau alta, evoluționismul teist este viziunea asupra creației predată în majoritatea seminariilor protestante mainline și este poziția oficială a Bisericii Catolice.”
Poziția comunității științifice și a filosofilor științei este că teoriile creaționiste nu reprezintă teorii științifice.